# 김천시·금릉군 (1988년 선거구)
김천시·금릉군은 대한민국의 옛 국회의원 선거구이다. 당시 경상북도 김천시와 금릉군 지역을 관할했다.

## 역사
제13대 국회의원 선거를 앞두고 김천시·금릉군·상주군 선거구에서 분리되면서 신설되었다.
1995년 1월, 김천시와 금릉군이 통합되면서 통합 김천시가 출범했다. 이에 제15대 국회의원 선거를 앞두고 김천시 선거구로 개편되었다.

## 역대 국회의원
| 선거   | 정당 | 정당       | 의원   |
| ------ | ---- | ---------- | ------ |
| 1988년 |      | 민주정의당 | 박정수 |
| 1992년 |      | 민주자유당 | 박정수 |

## 역대 선거 결과

### 대한민국 제13대 국회의원 선거
|  | 63.91% |

|  | 24.73% |

|  | 7.86% |

|  | 3.49% |

### 대한민국 제14대 국회의원 선거
|  | 53.01% |

|  | 27.11% |

|  | 12.33% |

|  | 4.95% |

|  | 2.57% |